# Lawe Tua Persatuan
Lawe Tua Persatuan is een bestuurslaag in het regentschap Aceh Tenggara van de provincie Atjeh, Indonesië. Lawe Tua Persatuan telt 520 inwoners (volkstelling 2010).